# Víctor Montiglio
Víctor Montiglio Rezzio (Santiago, Chile, 21 de enero de 1944 - 30 de marzo de 2011) fue un Ministro de la Corte de Apelaciones de Santiago. Sus últimas causas fueron casos de derechos humanos los cuales debió investigar.

## Trayectoria en el Poder Judicial
El magistrado Víctor Montiglio estudió derecho en la Universidad Católica de Valparaíso, juró como abogado el 25 de enero de 1971. Inició su carrera en el Poder Judicial el 19 de julio de 1971 como secretario del Juzgado de Letras de Victoria. Además cumplió funciones como juez del Juzgado de Letras de Nacimiento, Presidente del Tribunal Agrario Provincial de Bio Bio, secretario del Primer Juzgado de Letras de Temuco, Juez del Segundo Juzgado de Letras de Antofagasta y Juez del Décimo Sexto Juzgado Civil de Santiago. A partir de 1990 y durante distintos periodos hasta 1992 asumió como ministro suplente de la Corte de Apelaciones de Santiago. En 1994 fue nombrado ministro titular de la Corte de Apelaciones de Rancagua, de la que fue presidente en 1995. El 3 de agosto de 2000 asumió como ministro titular de la Corte de Apelaciones de Santiago.

## Casos de Derechos Humanos
El Magistrado Montiglio debió asumir causas emblemáticas en casos de derechos humanos cometidos durante el Régimen Militar. Realizó el mayor procesamiento de responsables de esos crímenes en el Caso Calle Conferencia. El 6 de mayo de 2005 fue designado por la Corte Suprema para reemplazar al ministro Juan Guzmán Tapia en la investigación de 35 procesos por violaciones a los derechos humanos , que se refieren a los casos conocidos como Caravana de la Muerte, caso Calle Conferencia, Operación Colombo y Operación Cóndor. El 12 de abril de 2006 dictó sentencia de primera instancia en la investigación por secuestro calificado del episodio conocido como Caravana de la Muerte, Arica. El 15 de mayo de 2006 dictó sentencia de primera instancia en el proceso conocido como Caravana de la Muerte San Javier, determinando la absolución de seis personas.
El Magistrado ordenó un careo entre Pinochet y el general Manuel Contreras, el jefe de la DINA. Contreras sostuvo entonces que el verdadero jefe de la DINA era Pinochet y que él solo obedecía órdenes. Preguntado por el juez si eso era verdad, Pinochet respondió con una frase peculiar: "No me acuerdo, pero no es cierto. No es cierto, y si fuera cierto, no me acuerdo". Montiglio procesó a Pinochet pese a que en 2002 la Corte Suprema lo había declarado "inimputable".
El 2 de septiembre de 2009, el Magistrado Montiglio realizó un histórico procesamiento al realizar el más masivo procesamiento en la historia de los juicios por violaciones de los derechos humanos, en contra de 120 exagentes de la DINA. Entre los encausados hay cerca de 60 nuevos inculpados que hasta ahora no habían sido procesados en algún juicio por delitos de lesa humanidad cometidos durante la dictadura. El magistrado resolvió los nuevos encartamientos por los crímenes cometidos en las llamadas operaciones Colombo, Cóndor y los episodios conocidos como Calle Conferencia I y Conferencia II, llamado el “Caso de los 13”. En estos dos últimos, en 1976, la DINA secuestró e hizo desaparecer a dos direcciones clandestinas completas del entonces encubierto Partido Comunista. El juez Montiglio explicó ayer este masivo encausamiento, manifestando que ello se debe a que "aquí estamos investigando a todos quienes han tenido participación en los cuarteles de la DINA”.
En el año 2010 debió tomar una licencia médica producto de su enfermedad, asumieron las causas de derechos humanos los magistrados Gloria Ana Chevesich y  Alejandro Solís.